# Porto Urucu Airport
Porto Urucu Airport är en flygplats i Brasilien.   Den ligger i kommunen Coari och delstaten Amazonas, i den västra delen av landet, 2 300 km nordväst om huvudstaden Brasília. Porto Urucu Airport ligger 70 meter över havet.
Terrängen runt Porto Urucu Airport är mycket platt. Trakten runt Porto Urucu Airport är nära nog obefolkad, med mindre än två invånare per kvadratkilometer.. Det finns inga samhällen i närheten.
I omgivningarna runt Porto Urucu Airport växer i huvudsak städsegrön lövskog.